# 7806 Umasslowell
7806 Umasslowell eller 1971 UM är en asteroid i huvudbältet, som upptäcktes 26 oktober 1971 av den tjeckiske astronomen Luboš Kohoutek vid Bergedorf-observatoriet. Den har fått sitt namn efter University of Massachusetts Lowell.
Asteroiden har en diameter på ungefär 3 kilometer och den tillhör asteroidgruppen Nysa.